# Liste des chansons écrites par Georges Aber pour Johnny Hallyday
Cet article recense les chansons écrites par Georges Aber pour Johnny Hallyday. 
En 1961, avec Le p'tit clown de ton cœur et Tu parles trop, chansons qui n'ont pas été spécialement écrite à son intention, par deux fois, le chanteur interprète Georges Aber.
Après le succès de Da dou ron ron, leur collaboration devient plus personnelle, et Georges Aber, avec Ralph Bernet, Gilles Thibaut et Long Chris, compte parmi les paroliers attitrés du chanteur durant les années 1960. 
Noir c'est noir, Je suis seul, ou encore À tout casser, s'inscrivent parmi les succès issus de leur association.

## Les chansons
Source pour l'ensemble de la liste, sauf indications contraires et/ou complémentaires.
Les textes sont de Georges Aber. Les adaptations ainsi que les chansons écrites en collaboration avec un autre auteur sont indiquées.
| Titre                                                                 | Paroles                                             | Musique                                    | Date | Support |
| --------------------------------------------------------------------- | --------------------------------------------------- | ------------------------------------------ | ---- | --- |
| Le p'tit clown de ton cœur (Cathy's Clown)                            | en collaboration avec Pierre Delanoë adaptation     | Phil et Don Everly                         | 1960 | Super 45 tours Vogue 7872 album Nous les gars, nous les filles (1961) |
| Tu parles trop (You Talk Too Much)                                    | adaptation                                          | Reginald Hall, Joe Jones                   | 1961 | album Nous les gars, nous les filles |
| Madison Twist (Meet Me At the Twistin’ Place)                         | adaptation                                          | Sam Cooke                                  | 1962 | 33 tours 25cm Philips Madison Twist |
| Poupée brisée                                                         |                                                     | Eddie Vartan, Eddie Francis                | 1963 | 33 tours 25cm L'Idole des jeunes album Les Bras en croix |
| Chance (Chains)                                                       | adaptation                                          | Gerry Goffin, Carole King                  | 1963 | album Les Bras en croix |
| Parc'que j'ai revu Linda (I Saw Linda Yesterday)                      | en collaboration avec Rudi Revil adaptation         | Dickey Lee, Allen Reynolds                 | 1963 | album Les Bras en croix |
| Da dou ron ron (Da Doo Ron Ron)                                       | adaptation                                          | Jeff Barry, Ellie Greenwich, Phil Spector  | 1963 | 33 tours 25cm Da dou ron ron |
| À plein cœur                                                          |                                                     | Johnny Hallyday, Eddie Vartan              | 1963 | 33 tours 25cm D'où viens-tu Johnny ? |
| Les guitares jouent (Surfin' Hootenanny)                              | adaptation                                          | L. Hazlewood                               | 1964 | 33 tours 25cm Les guitares jouent |
| Dis-lui que j'en rêve (Jailer Bring Me Water)                         | adaptation                                          | B. Darrin                                  | 1964 | 33 tours 25cm Les guitares jouent |
| Ça fait mal (It Hurts Me (en))                                        | adaptation                                          | Joy Byers (en), Charlie E. Daniels         | 1964 | 33 tours 25cm Le Pénitencier |
| Toujours plus loin                                                    | en collaboration avec F. Dreyfus                    | Tommy Brown                                | 1964 | 33 tours 25cm Le Pénitencier |
| Un ami ça n'a pas de prix                                             |                                                     | Larry Gréco                                | 1965 | super 45 tours 437007 |
| Quand revient la nuit (Mr. Lonely)                                    | adaptation                                          | Bobby Vinton, Gene Allan                   | 1965 | album Hallelujah |
| On a ses jours (She's a Woman)                                        | adaptation                                          | John Lennon, Paul McCartney                | 1965 | album Hallelujah |
| Rock'n'roll musique (Rock and Roll Music)                             | adaptation                                          | Chuck Berry                                | 1965 | album Hallelujah |
| Dans ce train                                                         |                                                     | Larry Gréco                                | 1965 | super 45 tours 437099 |
| Reviens donc chez nous (Bring It On Home To Me)                       | adaptation                                          | Sam Cooke                                  | 1965 | super 45 tours 437099 |
| Un jour ou l'autre                                                    |                                                     | Johnny Hallyday                            | 1965 | album Johnny chante Hallyday |
| Jusqu'à minuit (In The Midnight Hour)                                 | adaptation                                          | Steve Cropper, Wilson Pickett              | 1966 | super 45 tours 373745 |
| Du respect (Respect)                                                  | adaptation                                          | Otis Redding                               | 1966 | super 45 tours 437228 |
| Les coups (Uptight (Everything's Alright))                            | adaptation                                          | Stevie Wonder, Henry Cosby, Sylvia Moy     | 1966 | super 45 tours 437228 |
| Confessions (première version)                                        | en collaboration avec Long Chris et Johnny Hallyday | Georges Aber, Long Chris, Johnny Hallyday  | 1966 | album live Olympia 1966 (resté inédit jusqu'en 2011) |
| Noir c'est noir (Black Is Black (en))                                 | adaptation                                          | Tony Hayes, Michelle Grainger, Steve Wadey | 1966 | album La Génération perdue |
| Le jeu que tu joues (With A Girl Like You)                            | adaptation                                          | R. Presley                                 | 1966 | album La Génération perdue |
| Je crois qu'il me rend fou (Such A Fool For You)                      | adaptation                                          | Ike Turner, Tina Turner                    | 1967 | super 45 tours 437304 |
| Je suis seul (What Is Soul)                                           | adaptation                                          | Ben E. King, Bob Gallo                     | 1967 | super 45 tours 437304 |
| Ne sois pas si stupide (Don't Mess With Cupid)                        | adaptation                                          | Steve Cropper, Eddie Floyd, Deanie Parker  | 1967 | album live Olympia 67 (version studio restée inédite jusqu'en 1993) |
| Confessions (seconde version)                                         | en collaboration avec Long Chris et Johnny Hallyday | Georges Aber, Long Chris, Johnny Hallyday  | 1967 | album live Olympia 67 |
| Je crois qu'il me rend fou (avec Sylvie Vartan) (Such A Fool For You) | adaptation                                          | Ike Turner, Tina Turner                    | 1967 | duo enregistré à l'Olympia en 1967 et resté inédit jusqu'en 1993 également diffusé en 2003 dans l'édition CD de l'album Olympia 67 qui pour la première fois restitue l'intégralité du récital                                                                     |
| Amour d'été (Love Me Tender)                                          | adaptation                                          | Elvis Presley, Vera Matson                 | 1967 | album Johnny 67 |
| C'est mon imagination (Just My Imagination)                           | adaptation                                          | Brian Morris, Harvey Freed                 | 1967 | album Johnny 67 |
| Je m'accroche à mon rêve (Hang To A Dream)                            | adaptation                                          | Tim Hardin                                 | 1967 | album Johnny 67 |
| Lettre de fans (Teenage Lester)                                       | adaptation                                          | R. Richard                                 | 1967 | album Johnny 67 |
| Aussi dur que du bois (Knock on Wood)                                 | adaptation                                          | Eddie Floyd, Steve Cropper                 | 1967 | album Johnny 67 |
| Pourquoi as-tu peur de la vie ? (You Becter Believe It Baby)          | adaptation                                          | Joe Tex                                    | 1967 | album Johnny 67 |
| La seule vraie musique (Sweet Soul Music)                             | adaptation                                          | Otis Redding                               | 1967 | album Johnny 67 |
| Son amour pour un jeu                                                 |                                                     | Mick Jones, Tommy Brown                    | 1967 | album Johnny 67 |
| Petite fille                                                          |                                                     | Mick Jones, Tommy Brown                    | 1967 | album Johnny 67 |
| San Francisco (San Francisco (Be Sure to Wear Flowers in Your Hair))  | adaptation                                          | John Phillips                              | 1967 | super 45 tours 437380 |
| Fleurs d'amour et d'amitié                                            |                                                     | Mick Jones, Tommy Brown                    | 1967 | super 45 tours 437380 |
| Psychedelic                                                           |                                                     | Mick Jones, Tommy Brown                    | 1967 | super 45 tours 437380 |
| Consortium - Les gars de ma bande                                     |                                                     | Mick Jones, Tommy Brown                    | 1967 | chanson restée inédite jusqu'en 1993 |
| L'histoire de Bonnie and Clyde (The Ballad Of Bonnie And Clyde)       | adaptation                                          | Mitch Murray, Peter Callander              | 1968 | album Jeune Homme |
| La mauvais rêve                                                       |                                                     | Mick Jones                                 | 1968 | album Jeune Homme |
| Mal (Hush)                                                            | adaptation                                          | Joe South                                  | 1968 | album Jeune Homme |
| Hit parade                                                            |                                                     | Tommy Brown                                | 1968 | album Jeune Homme |
| À tout casser                                                         |                                                     | Johnny Hallyday, Tommy Brown               | 1968 | album Jeune Homme |
| Ma vie à t'aimer (Loving You)                                         | adaptation                                          | Jerry Leiber, Mike Stoller                 | 1968 | album Jeune Homme |
| Cheval d'acier                                                        |                                                     | Mick Jones, Johnny Hallyday                | 1968 | album Jeune Homme |
| Dans ma vie                                                           |                                                     | Jean Renard                                | 1968 | album Rêve et Amour |
| Le fou du Colorado                                                    |                                                     | Mick Jones, Tommy Brown                    | 1969 | chanson restée inédite jusqu'en 1993 |
| Le Spécialiste                                                        | adaptation                                          | Angelo Francesco Lavagnino                 | 1970 | écrite et enregistrée pour les besoins du film de Sergio Corbucci Le Spécialiste cette chanson (qui finalement ne sera pas présente sur la BOF), est restée inédite jusqu'en janvier 2022, année où elle est jointe en titre bonus de la réédition de l'album Vie, |
| Tant pis c'est la vie (C'est la vie)                                  | adaptation                                          | Greg Lake, Peter Sinfield                  | 1977 | album C'est la vie |
| Je suis victime de l'amour (Victim Of Romance)                        | adaptation                                          | Moon Martin                                | 1982 | album La Peur |
| Ma voix de révolté                                                    |                                                     | Pierre Naçabal, Noël Colleau               | 1982 | album La Peur |
| L'amour violent (The Magnificently Mad)                               | adaptation                                          | Tony Cole                                  | 1983 | album Entre violence et violon |
| Un jour en haut                                                       |                                                     | Érick Bamy, Cyril Assous                   | 1983 | chanson restée inédite jusqu'en 1993 |
| Hey ! femme                                                           | en collaboration avec Johnny Hallyday               | Mort Shuman                                | 1983 | chanson restée inédite jusqu'en 1993 |
| Quand ça vous brise le cœur (That's When Your Heartacbe Beng)         | en collaboration avec Johnny Hallyday adaptation    | Fred Fisher, William Raskin, Billy Hill    | 1984 | albums Drôle de métier, Spécial Enfants du rock, coffret Nashville 84 |
| Chouette la vie (Shake, Rattle and Roll)                              | adaptation                                          | Calhoun                                    | 1984 | chanson restée inédite jusqu'en 1993 |
| Rien à personne                                                       |                                                     | Érick Bamy, Johnny Hallyday                | 1984 | 45 tours 880281-7 album live Johnny Hallyday au Zénith l'enregistrement en public comprend une version inédite du titre avec un couplet fait de paroles totalement différentes de celles de la version studio                                                      |
| Poing cœur                                                            |                                                     | Érick Bamy, Johnny Hallyday                | 1984 | album live Johnny Hallyday au Zénith |